# 2011 au Mali
Chronologie du Mali
2009 au Mali - 2010 au Mali - 2011 au Mali - 2012 au Mali - 2013 au Mali
2009 par pays en Afrique - 2010 par pays en Afrique - 2011 par pays en Afrique - 2012 par pays en Afrique - 2013 par pays en Afrique

## Chronologie

### Janvier 2011
- Mercredi 5 janvier 2011 : Attentat à la grenade contre le devant de l'ambassade de France à Bamako, blessant deux maliens. Le terroriste est arrêté. Il s'agit d'un Tunisien de 25 ans qui a affirmé aux policiers qu'il avait voulu prouver à d'« anciens camarades » d'Al-Qaïda au Maghreb islamique qu'il était « capable de frapper un grand coup tout seul ». Son action, mal préparée, semble être un acte isolé, réalisé par bravade, plutôt qu'un attentat planifié par AQMI[1],[2].

- Mardi 11 janvier 2011 : Un imam radical, « intégriste notoire », « fortement soupçonné » d'être en relation avec AQMI a été arrêté.

- Samedi 15 janvier 2011 : Al-Qaida au Maghreb islamique, qui dit vouloir donner la « vraie version » des faits sur le raid après le « récit faux » du gouvernement sur cette affaire, affirme qu'un des deux otages français enlevés au Niger avait été tué au Mali par les frappes aériennes françaises et que l'autre avait été exécuté par AQMI : « les avions français ont bombardé les véhicules des moujahidines, alors les moujahidines ont emmené l'un des otages loin du véhicule visé mais n'ont pu prendre l'autre qui a été tué par les Français plus tard dans le bombardement et non par des balles des moujahidines […] Avec les frappes aériennes constantes des troupes françaises, les moujahidines ont alors pensé qu'ils n'allaient pas s'en tirer, alors ils ont exécuté le second otage. Ils l'ont tué d'une balle dans la tête et ont décidé d'exécuter aussi six soldats nigériens ». Le groupe affirme avoir alors « tué et blessé » quatre Français et 12 Nigériens[3].

- Mardi 18 janvier 2011 :
  - Selon le ministre français de la Défense, Alain Juppé, les deux Français enlevés au Niger et tués au Mali le 8 janvier, dont un « à bout touchant », l'ont été par des Kalachnikov[4].
  - M’Bam Diatigui Diarra, Médiateur de la République, est décédée à la clinique Pasteur de Bamako à la suite d'un accident de la circulation survenu dans la nuit vers 23h à Dialakorobougou à 20 km de Bamako. Son garde du corps est mort sur le coup[5].

- Jeudi 20 janvier 2011, le président de la république Amadou Toumani Touré a inauguré un monument à Bamako dédié au général Abdoulaye Soumaré, premier chef d’État-major général des armées du Mali[6].

- Mercredi 26 janvier 2011, le Conseil des ministres a adopté deux projets de décret portant classement dans le patrimoine culturel national des bâtiments coloniaux de Kayes  et de la mare de « Sanké » à San[7].

### Février 2011
- Du mardi 1er au dimanche 6 février 2011, la 7e édition du Festival sur le Niger s’est tenue à Ségou et a accueilli des artistes africains comme la Burkinabè Amity Meria, le togolais King Mensah, le nigérian Femi Kuti et le sénégalais Ismael Lô. Un colloque sur le thème « Tradition et modernité : quels repères pour la jeunesse ? » était organisé[8].

- Jeudi 3 février 2011 :
  - Le gouvernement malien a créé un comité national de coordination de la lutte contre la traite des personnes et les pratiques assimilées[9].
  - Le parquet de Paris a confirmé que Vincent Delory, l'un des deux otages français enlevés au Niger et retrouvés morts au Mali en janvier, a bien été tué dans un incendie et non par balle. Les circonstances de la mort du jeune homme ont pu être déterminées par des expertises médico-techniques et balistiques. Quant à Antoine de Léocour, il a été « victime d'un tir à très courte distance, voire à bout touchant, qui est la cause directe et unique du décès[10] ».

- Dimanche 6 février 2011, des élections communales partielles étaient organisées dans quatre communes du Mali à la suite de l’annulation des élections communales du 26 avril 2009: il s’agit des communes de Toya, Sandaré, Bourem et de la commune IV de Bamako[11],[12].

- Lundi 7 février 2011, le président Amadou Toumani Touré a lancé un programme de développement pour le nord-Mali d’un montant de 32 milliards de francs CFA censé « apporter des solutions urgentes au défi du rétablissement de la paix et de la sécurité ». Le président malien a fait cette annonce au cours d’une cérémonie de « flamme de la paix » à  Achantabaguite, à 3 km de Kidal au cours de laquelle des armes de guerre récupérées auprès de la population sont symboliquement brûlées[13].

- Dans la nuit du samedi 12 au dimanche 13 février 2011, Mohamed Lemine Ould M’Balla, activité d’Al-Qaida au Maghreb islamique (AQMI) qui a pris part aux attentats manqués de la semaine précédente en Mauritanie et qui a été arrêté sur le territoire malien a été extradé vers la Mauritanie[14].

- Dimanche 13 février 2011, Ali Farka Touré et Toumani Diabaté ont remporté, le Grammy du meilleur album de musique traditionnelle lors de la 53e cérémonie des Grammy Awards, à Los Angeles, aux États-Unis pour leur album 'Ali and Toumani'[15]

- Du mardi 15 au samedi 19 février 2011, la première édition du Festival international Soninké s’est tenue à Kayes. Mettant en valeur la culture et l’histoire des Soninkés, il a reçu des délégations venues du Mali, du Sénégal, de la Mauritanie et de la Gambie[16].

- Vendredi 18 février 2011, le gouvernement malien a annoncé la création prochaine d'un Bureau d’expertise d’évaluation et de certification des diamants bruts, « chargé du contrôle de la commercialisation du diamant brut, de la délivrance des certificats d’expertise, du suivi des transactions, de la tenue des statistiques et de la lutte contre la fraude et la contrebande », étape vers l’adhésion au processus de Kimberley[17].

- Lundi 21 février 2011, Bamako : Dans la soirée, au moins 36 personnes, en grande majorité des femmes, ont été tuées et 70 autres blessées, lors d'une bousculade dans le Stade omnisports Modibo Keïta de 25 000 places plein à craquer. La foule suivait le prêche d'un célèbre imam malien, Chérif Ousmane Madani Haïdara, à l'occasion de la fête musulmane du Maouloud et de nombreuses personnes désiraient une bénédiction de sa part[18],[19].

- Vendredi 25 février 2011, L'équipe du Mali de football a participé au Championnat d'Afrique des nations de football 2011 (CHAN 2011), un tournoi qui s’est disputé au Soudan du 4 au 25 février 2011. L’équipe malienne a fini dernier du groupe C qui comportait la Côte d'Ivoire, le Cameroun et la République démocratique du Congo. Elle était constituée de Soumaïla Diakité, Adama Keïta, Sambou Fofana, Bakary Dembélé, Souleymane Kona, Moussa Coulibaly, Mahamadou Traoré, Oumar Koné, Ousmane Diarra, Cheick Oumar Ballo, Idrissa Traoré, Mamadou Simpara, Diakalia Sangaré, Ibrahim Kader Coulibaly, Idrissa Nama Laïco Traoré, Mory Makan Koïta, Cheick Tounkara, Demba N'faly Keïta, Boubacar Sissoko, Sidi Mohamed Keïta, Alou Bagayoko, Seydou Ballo et Salif Ballo[20].

- Samedi 26 février 2011, quinze partis politiques maliens, la Convergence pour le développement du Mali (CODEM), le Mouvement des populations libres, unies et solidaires / Rassemblement malien pour le travail et l’alternance (MPLUS/RAMATA), le parti Yèlèma, le Parti de la différence au Mali (PDM), le Mouvement africain pour la démocratie et l’intégration (MADI), le Mouvement des patriotes pour la justice sociale (MPJS), le Parti social démocrate (PSD), le Mouvement des comités révolutionnaires du Mali (MCRM), le PARI, le Rassemblement constitutionnel démocratique (RCD), le PJDD et le parti Bolon Mali Demen Ton, ont créé une plateforme politique intitulé « les Partis unis pour la république » (PUR). Lors d’une conférence de presse le 5 mars 2011, Moussa Mara, président du parti Yèlèma, a déclaré vouloir « un rassemblement de nos forces sur des bases objectives, pour arriver à une plus grande stabilité politique et mettre fin à des divisions stériles »[21].

- Lundi 28 février 2011, le tunisien Senoun Bechir, accusé d’avoir commis un attentat contre l’ambassade de France à Bamako le 5 janvier, s’est évadé de son lieu de captivité. Le lendemain, Le directeur de la sécurité d’État, Mami Coulibaly a été limogé limogé[22].

### Mars 2011
- Mercredi 2 mars 2011 : Le Tunisien de 24 ans, Senoun Bechir, se revendiquant membre d'AQMI, auteur en janvier d'un attentat contre l'ambassade de France à Bamako et qui s'était évadé lundi de la prison malienne où il était détenu, a été arrêté à Gao (nord) où il cherchait à « passer en Algérie ». Cette évasion a entraîné le limogeage du directeur de la sécurité d’État du Mali, Mami Coulibaly, dont les hommes étaient chargés de garder le prisonnier dans un lieu tenu secret. Selon les enquêteurs, l'homme avait agi en solitaire lors de l'attentat qu'AQMI n'avait d'ailleurs pas revendiqué, mais à cause de « la haine de la France » qu'il avait « à titre personnel »[23].

- Vendredi 4 mars 2011et samedi 5 mars 2011, le président guinéen Alpha Condé a effectué une visite d’État au Mali. Il a été reçu par le président malien Amadou Toumani Touré. Le chef d’État guinéen a déclaré vouloir œuvrer de concert avec le président malien pour réduire voire effacer les frontières artificielles léguées par la colonisation[24].

- Dimanche 6 mars 2011, Cheick Modibo Diarra, astrophysicien malien ayant travaillé à la Nasa et président de Microsoft Afrique, a présenté à Bamako la formation politique qu’il vient de créer en vue de l’élection présidentielle malienne de 2012, le Rassemblement pour le développement du Mali (RPDM)[25].

- Lundi 7 mars 2011 :
  - Le gouvernement malien rejette dans un communiqué les informations faisant état de la participation d’éléments maliens au sein des groupes de mercenaires  soutenant le régime de Mouammar Kadhafi  en Libye. Le gouvernement s’emploie selon le communiqué à prendre toutes les dispositions pour assurer la sécurité, la protection et le rapatriement des ressortissants maliens vivant en Libye[26].
  - Un élève est mort dans une manifestation lycéenne organisée pour protester contre l’état de la route qui mène au lycée. Les policiers ont tiré des grenades lacrymogènes alors que des lycéens avaient monté des barricades[27].
  - Moussa Mara a été élu maire de la commune IV de Bamako par 28 contre 13 au candidat de l’Adema-Pasj. L’élection communale de 2009 avait été invalidée[28].
  - Eric Vernay, un Français résident au Mali a été interpellé par la sécurité d’État. Il est considéré comme le cerveau d’un réseau international de trafic de drogue, affréteur d’un avion-cargo dont on pense qu’il était rempli de cocaïne, qui se serait crashé dans la localité de Tarkint (Cercle de Bourem, Région de Gao) en novembre 2009[29].

- Mardi 8 mars 2011 : Une manifestations de lycéens à Koulikoro (50 km de Bamako) a dégénéré et un lycéen est mort lors de l'intervention des policiers[30].

- Jeudi 10 mars 2011, Le groupe Airness fondé par le franco-malien Malamine Koné et la Fédération malienne de football ont signé un nouveau contrat de  partenariat qui prévoit la dotation d’équipement par l’équipementier pour une valeur de 250 000 euros sur 5 ans ainsi qu’une dotation financière de 50 000 euros par an pour le fonctionnement de la fédération et une prime annuelle de 100 000 euros pour l’équipe national de football du Mali[31].

- Samedi 12 mars 2011 :
  - Le parti Solidarité africaine pour la démocratie et l'indépendance (Sadi) a organisé un meeting de soutien à son siège à Bamako en soutien au dirigeant libyen Mouammar Kadhafi et décriant l’intervention des forces de l’OTAN. Dans une déclaration, le président du parti, Cheick Oumar Sissoko, affirme que « l’objectif des États-Unis et de leurs alliés est d’y installer un régime fantoche et placer leur marionnette afin de faire main basse sur les réserves pétrolier de la Libye »[32].
  - Début du 8e congrès de l’Association malienne des droits de l'homme sur le thème « les 50 ans des droits de l’homme au Mali ». Me Moctar Mariko a été élu président de l’association en obtenant les suffrages de 8 des 13 membres du bureau central. Il remplace à la tête de l’association Me Brahima Koné[33].

- Mercredi 16 mars 2011, le gouvernement a adopté en Conseil des ministres des projets de décrets portant classement dans le patrimoine culturel national de la Charte du Manden, du Sankémon, rite de pêche collective annuel autour de la mare Sanké à proximité de la ville de San, de la société secrète des « Koredugaw » et de la Réfection septennale du toit du « Kamabulon » case sacrée de Kangaba[34].

- Mercredi 23 mars 2011, le Rassemblement pour le Mali condamne dans un communiqué les violences en Libye. Le parti de l’ancien Premier ministre Ibrahim Boubacar Keïta, exprimant sa solidarité « avec le peuple ami de Libye en quête de démocratie, de liberté et de dignité » déclare que les conditions d’un dialogue politique « peuvent et doivent être créées à travers une implication plus grande des instances régionales, en particulier la Ligue arabe et l’Union africaine »[35].

- Jeudi 24 mars 2011 : Six personnes en fuite, soupçonnées d'être impliquées dans l'affaire d'un avion chargé de cocaïne qui avait atterri en novembre 2009 dans la région de Gao (nord), sont recherchées. Certains d'entre elles sont de richissimes commerçants maliens[36].

- Lundi 28 mars 2011 :
  - Le président Amadou Toumani Touré a inauguré  le village d’enfants baptisé village Sakina dans la  localité de  N’Gabakoro-Droit dans le Cercle de Kati. Ce centre d’accueil, d’écoute, d’orientation et d’hébergement pour enfant, est le fruit d’un partenariat entre la Fondation Development Trust du footballeur Frédéric Oumar Kanouté et l’Association malienne pour l’éducation et le développement (AMED)[37].
  - Le protocole relatif au jumelage de la capitale malienne Bamako avec la capitale mauritanienne Nouakchott a été signé par le président de la Communauté urbaine de Nouakchott (CUN), Ahmed Ould Hamza et le maire du District de Bamako, Adama Sangaré[38].
  - En 72 heures, près de deux mille personnes, dont la moitié d'enfants se sont réfugiées dans le sud du Mali en passant par la région de Sikasso vers Kadiolo pour fuir les violences en Côte d’Ivoire[39].

- Mercredi 30 mars 2011 :
  - Le gouvernement a adopté en conseil des ministres un projet de loi visant à interdire la production, l’importation, la commercialisation, la détention et l’utilisation de granulées et sachets plastiques[40].
  - Le Premier ministre Modibo Sidibé, en poste depuis septembre 2007, a présenté sa démission et celle de son gouvernement au président de la république Amadou Toumani Touré qui l’a acceptée[41],[42].

### Avril 2011
- Dimanche 3 avril 2011 : Le président Amadou Toumani Touré a nommé Cissé Mariam Kaïdama Sidibé  Premier ministre[43],[44].

- Mercredi 6 avril 2011 :
  - Django Sissoko, secrétaire général de la présidence a rendu publique la liste des membres du nouveau gouvernement de Cissé Mariam Kaïdama Sidibé[45]
  - Le président Amadou Toumani Touré a reçu le premier prix Kéba Mbaye pour l’éthique en raison de « son engagement pour la paix et le dialogue et de ses actions en faveur de l’enfance déshéritée »[46].
  - Le Forum des organisations de la société civile, le groupement des commerçants, le Haut conseil islamique du Mali, l'archevêché de Bamako et les syndicats ont créé l’Alliance pour des élections régulières et transparentes (APERT) qui va mettre en place une structure de veille chargée de surveiller les préparatifs des élections de 2012. Dans un communiqué, elles ont appelé à l’organisation d’élections transparentes[47]. Elles considèrent comme urgent la constitution d’u fichier électoral fiable[48].

- Lundi 18 avril 2011 : Amadou Ousmane Touré, nommé Vérificateur général du Mali a pris ses fonctions après avoir prêté serment[49].  Son adjoint est le colonel Aboubacar Diarra[50].

- Du lundi 25 avril 2011 au mardi 26 avril 2011 : le président Amadou Toumani Touré a effectué une visite officielle au Liberia où il a rencontré la présidente Ellen Johnson Sirleaf avec qui des accords concernant la pêche, le bois et l’élevage ont été signés. La commission mixte Mali-Liberia mise en place en 1960 a été réactivée[51].

- Mardi 26 avril 2011 : le gouvernement malien a publié un communiqué a déclaré qu’aucune preuve tangible d’une recrudescence de l’insécurité est susceptible d’entraver la libre circulation des personnes et de leurs biens sur le sol malien, y compris dans la zone de Mopti, et exhorte les « amis du Mali et tous ceux qui désirent visiter le pays à ne rien changer à leurs programmes sur la destination Mali »[52].

### Mai 2011
- Vendredi 6 mai 2011, Ibrahima Siby, président du parti Union pour le développement du Mali (UDM Jama Ka Wassa) et directeur national de l’Office pour le développement de la filière riz de Sélingué (ODRS) est décédé  d’une crise cardiaque[53].

- Mercredi 18 mai 2011 :
  - Sur proposition du ministre de la Jeunesse et des Sports, le Conseil des ministres a adopté deux projets de loi portant institution du volontariat national au Mali et portant création du Centre national de promotion du volontariat au Mali (CNPV), doté du statut d’un établissement public à caractère administratif[54].
  - Le conseil des ministres a nommé Bally Idrissa Sissoko directeur de l’Office de radio diffusion télévision du Mali (ORTM), en remplacement de Sidiki N’Fa Konaté, nommé le 6 avril 2011 ministre de la communication dans le gouvernement de Cissé Mariam Kaïdama Sidibé[55].

- Vendredi 20 mai 2011, la troisième réunion ministérielle du Comité d’État Major opérationnel conjoint (CEMOC) s’est tenue à Bamako en présence du ministre délégué algérien chargé des Affaires maghrébines et africaines, Abdelkader Messahel, du ministre malien des Affaires étrangères et de la Coopération internationale, Soumeylou Boubèye Maïga, du ministre mauritanien des Affaires étrangères et de la Coopération, Hamadi Ould Hamadi, et du ministre d’État nigérien, ministre des Affaires étrangères, de la Coopération, de l’Intégration africaine et des Nigériens à l’extérieur, Mohamed Bazoum. Cette réunion a permis d’engager selon le ministre malien « une coopération renforcée et multidimensionnelle, qui allie engagement politique et action opérationnelle. Une coopération axée sur une approche sécuritaire collective, impliquant des mesures politiques, militaires et économiques visant à renforcer la coopération, l’assistance mutuelle et les efforts communs pour combattre le terrorisme et éradiquer tous les facteurs liés à la subversion et à l’instabilité, et à réunir les conditions propices à la préservation de la paix et de la sécurité dans la région ». Les forces chargées de lutter contre le terrorisme devrait être porté à 75 000 hommes d’ici 18 mois[56].

- Samedi 21 mai 2011, s’est tenue la cérémonie officielle de création d’un nouveau parti politique, la Convention nationale pour une Afrique solidaire CNAS-Faso Hèrè par les partisans du Dr Soumana Sako dit Zou, en vue de l’élection présidentielle malienne de 2012[57].

- Dans la nuit du mardi 24 mai 2011 au mercredi 25 mai 2011, Abdoul Salam Ag Assalat, président de l’Assemblée régionale de Kidal, engagé pour la paix au nord de Mali, est mort à la suite d'un accident de la circulation[58].

- Mercredi 25 mai 2011, Me Kadidia Sangaré Coulibaly, présidente de la Commission nationale des droits de l'homme a remis son premier rapport 2010 sur la situation des droits de l’homme au Mali. Constatant que « le contexte de démocratie pluraliste et de l'État de droit est favorable à la promotion et à la protection des droits de l'homme au Mali », elle a souligné cependant un certain nombre de difficultés dont la corruption qui tend à se généraliser. Le rapport préconise de « mettre fin à la culture de l'impunité » et de « renforcer toutes les structures de contrôle et d'inspection »[59].

- Dimanche 29 mai 2011, Hamane Niang, ministre de la Culture, a procédé à Mopti à l’ouverture de la semaine nationale du patrimoine culturel. Klessigué Sanogo, directeur national du patrimoine culturel, a annoncé le lancement de l’inventaire général du patrimoine culturel au Mali, « outil essentiel pour l’identification et la connaissance de l’héritage culturel, qui permet d’apprécier son état de conservation, ses valeurs et son interprétation »[60].

### Juin 2011
- Lundi 6 juin 2011, Sombé Théra, procureur anticorruption, a annoncé l’inculpation de trois personnes, un Français, un Espagnol et un Malien pour « trafic international de cocaïne » dans le cadre de l’enquête concernant le Boeing 727 transportant une grande quantité de cocaïne et brûlé après son atterrissage dans le nord du Mali en 2009[61].

- Mercredi 8 juin 2011, le gouvernement a approuvé le Plan national pour l’élimination du travail des enfants (PANETEM) 2011-2020, qui vise dans un premier temps entre 2011 et 2015 l’élimination des pires formes de travail des enfants tels l’esclavage, le recrutement forcé dans un conflit armé ou à des fins de prostitution et de trafics illicites, puis dans un second temps entre 2016 et 2020, l’élimination des formes de travail non autorisées, comme les travaux qui, par leur nature, sont susceptibles de nuire à la santé, à la sécurité ou à la moralité de l’enfant[62].

- Dimanche 12 juin 2011, le président Amadou Toumani Touré a déclaré souhaiter l'arrêt des bombardements de l'OTAN en Libye et l’ouverture de discussion politique pour trouver une issue à la crise qui secoue un  « pays ami »[63].

- Mercredi 15 juin 2011, le gouvernement a approuvé en conseil des ministres le projet de loi portant révision de la Constitution du 25 février 1992. Cette révision prévoit notamment la création d’une cour des comptes et d’un sénat, seconde chambre du parlement et la suppression du Haut conseil des collectivités et modifie les relations entre les institutions. Ce projet de loi doit être adopté  par l’Assemblée nationale et soumis à un référendum[64].

- Lundi 20 juin 2011, l’Alliance pour la démocratie au Mali-Parti africain pour la solidarité et la justice a annoncé que huit de ses membres ont présenté leur candidature à la primaire organisée par le parti en vue de désigner son candidat à l’élection présidentielle malienne de 2012. Parmi les candidats figure le président de l’Assemblée nationale, Dioncounda Traoré, et trois anciens ministres[65].

- Vendredi 24 juin 2011 :
  - Une opération conjointe des forces armées maliennes et mauritaniennes a mené un raid contre une base du mouvement terroriste dans la forêt de Wagadou, à la frontière avec la Mauritanie[66].
  - La Première ministre Cissé Mariam Kaïdama Sidibé a présenté devant l’Assemblée nationale sa déclaration de politique générale, reprenant  les grands axes de la lettre de mission  que lui a confiée le président de la république. L’organisation des élections présidentielles et législatives en 2012 sont une de ses priorités[67]

- Dimanche 26 juin 2011, les délégués de la 2e session ordinaire du Comité central du parti Solidarité Africaine pour la Démocratie et l'Indépendance ont investi à l’unanimité Oumar Mariko comme candidat à l’élection présidentielle malienne de 2012. Le député, déjà candidat lors des deux précédentes élections présidentielles en 2002 et 2007 souhaite dans son programme « bâtir un État démocratique fort, respectueux des valeurs républicaines, et de la répartition équitables des ressources du pays »[68].

### Juillet 2011
- Une épidémie de choléra s’est déclarée début juillet  à Youwarou dans la région de Mopti et affecte les régions de Mopti, de Tombouctou et de Ségou. Le nombre de cas de choléra enregistré sur ces trois régions entre le 5 juillet et le 22 août s’élève à 860 dont au moins 35 décès. s’est déclaré à Youwarou dans la région de Mopti[69].

- Dimanche 31 juillet 2011, L’Union sportive des forces armées et de sécurité (USFAS) a remporté la 30e éditions des championnats nationaux et coupe du Mali d’athlétisme qui se sont déroulées au Stade du 26 mars de Bamako[70].

- Mardi 26 juillet 2011 :
  - Ibrahim Boubacar Keïta, ancien Premier ministre et président du Rassemblement pour le Mali (RPM) a été désigné candidat de ce parti à l’élection présidentielle malienne de 2012[71].
  - Yeah Samaké, maire de Ouelessebougou, a annoncé son intention de se présenter à l’élection présidentielle malienne de 2012, se positionnant pour un renouvellement des dirigeants politiques[72].

- Samedi 30 juillet 2011, les délégués des 53 sections de l'intérieur et ceux des 23 sections de l'extérieur de l'Alliance pour la démocratie au Mali-Parti africain pour  la solidarité et la justice (Adéma-PASJ) ont approuvé à l’unanimité la candidature de Dioncounda Traoré, à l'élection présidentielle malienne de 2012[73].

### Août 2011
- Lundi 1er août 2011, Nouhoum Tapily, nouveau président de la Cour suprême, Doumbia Niamoye Touré, première vice-présidente et Étienne Kéné, président de la section judiciaire, ont été installés dans leur nouvelle fonction au cours d’une cérémonie présidée par la président de la république Amadou Toumani Touré[74].

- Mardi 2 août 2011, l’Assemblée nationale a adopté le projet de loi réformant la constitution de 1992. Le texte a obtenu 141 voix pour, trois contre (députés de Solidarité africaine pour la démocratie et l'indépendance - Sadi) et une abstention (un député de l’Alliance pour la démocratie au Mali-Parti africain pour la solidarité et la justice, Adéma-Pasj). Ce projet de réforme doit être maintenant soumis à référendum[75].

- Mardi 9 août 2011, le président Amadou Toumani Touré a lancé le coup d’envoi des projets de la première phase du Programme spécial pour la paix, la sécurité et le développement au Nord-Mali (PSPSDN). Ce programme entend lutter contre le terrorisme mené par d'Al-Qaïda au Maghreb islamique (Aqmi) en prônant la sécurisation et le développement de territoires trop longtemps abandonnés par l'État. Des infrastructures vont être implantées comme des nouvelles garnisons pour l’armée, la gendarmerie, la garde nationale, et des commissariats, et également des centres de santé, des banques de céréales, des adductions d’eau et des écoles. Des projets générateurs de revenus vont être financés pour 500 jeunes et femmes[76].

- Dans une interview publiée par le journal Le Républicain le vendredi 26 août 2011, Me Kadidia Sangaré Coulibaly, présidente de la Commission nationale des droits de l'homme (Cndh) estime que « la réforme constitutionnelle n’est pas opportune actuellement » et souhaite que le projet adopté par l’assemblée nationale soit retravaillé après les élections de 2012 afin « que toutes les composantes de la société civile planchent sur le document et qu’on tienne compte des préoccupations des populations ». Concernant le projet de code de la famille renvoyé par le président en seconde lecture à l’Assemblée nationale, elle demande que l’ensemble des organisations de la  société civile soient réellement consultées[77].

- Vendredi 26 août 2011, Ibrahim ag Bahanga, ancien chef rebelle touareg a trouvé la mort dans un accident de la circulation dans la région de Kidal au nord du Mali[78].

### Septembre 2011
- La Bibliothèque nationale du Mali consacre une exposition au photographe spécialiste de la carte postale Django Cissé[79].

- Lundi 5 septembre 2011, le président Amadou Toumani Touré et la Première ministre Cissé Mariam Kaïdama Sidibé ont réceptionné la nouvelle cité administrative à Bamako. Ce complexe constitué de 12 bâtiments ministériels et de la Primature a été construit par une entreprise libyenne et financé par un prêt consenti par la Libye[80].

- Mercredi 7 septembre 2011, la compagnie aérienne belge Brussels Airlines a inauguré sa nouvelle liaison entre Bruxelles et l'aéroport international de Bamako-Sénou[81]

- Samedi 10 septembre 2011, le président malien Amadou Toumani Touré a procédé au lancement des travaux du barrage hydroélectrique de Djenné sur le Bani. Les travaux, dont le coût s'élève à 19,4 milliards de francs CFA, vont être réalisés par une entreprise chinoise[82]

- Les 17 et 18 septembre 2011, l'Union pour la république et la démocratie a investi Soumaïla Cissé comme candidat à l'élection présidentielle malienne de 2012[83].

- Dimanche 18 septembre 2011, le président de la république Amadou Toumani Touré a inauguré l'aéroport réhabilité de Kayes[84].

- Jeudi 22 septembre 2011, à l'occasion de la fête nationale, le troisième pont de Bamako sur le fleuve Niger, dénommé « Pont de l'amitié sino-malienne », a été inauguré par le président malien Amadou Toumani Touré[85].

- Jeudi 22 septembre 2011, Mamadou Djigué dit Jeff a annoncé sa candidature à l'élection présidentielle malienne de 2012 sous les couleurs du Mouvement des jeunes pour le changement et le développement (MJCD). Cette annonce s'est faite lors d’un meeting organisé au Centre international de conférence de Bamako, en présence de son père Ibrahima N’Diaye, premier vice-président de l'Alliance pour la démocratie au Mali-Parti africain pour la solidarité et la justice[86]

- Mercredi 28 septembre 2011, le gouvernement a adopté en conseil des ministres quatre projets d'ordonnance portant création des Universités de Bamako ainsi des décrets fixant l’organisation et les modalités de fonctionnement. L’Université de Bamako, créée par la Loi du 23 janvier 2006 et dont l'effectif atteint 80 000 étudiants en 2010-2011, est remplacée par 4 universités : l’Université des Sciences Sociales et de Gestion de Bamako  (U.S.G.B), l’Université des Lettres et des Sciences Humaines de Bamako (U.L.S.H.B), l’Université des Sciences, des Techniques et des Technologies de Bamako (U.S.T.T.B) et l’Université des Sciences Juridiques et Politiques de Bamako (U.S.J.P.B)[87].

### Octobre 2011
- Lundi 3 octobre 2011, cinq élèves officiers d’active de deuxième année de l’École interarmes du Mali à Koulikoro ont trouvé la mort. Les autorités maliennes ont confirmé le dimanche 9 octobre qu’ils ont été victimes de sévices corporels ayant entraîné la mort, commis par des élèves de troisième année et annoncées des mesures disciplinaires et administratives contre les auteurs de ces actes et les responsables de l’école[88].

- Mercredi 5 octobre 2011, le gouvernement, réuni en conseil des ministres, a adopté un projet de loi portant modification de la loi du 23 septembre 1992 portant Code du Travail. Ce projet de loi porte prolongation de l’âge de départ à la retraite des travailleurs des établissements publics relevant du Code du Travail et de ceux du secteur privé. L’âge de la retraite des travailleurs des établissements publics est fixé à 62 ans pour la catégorie A, 59 ans pour la catégorie B et 58 ans pour les catégories C, D et E. Pour les travailleurs du secteur privé, il est fixé à 60 ans pour la catégorie A ou équivalent et à 58 ans pour les catégories B, C, D et E ou équivalent[89].

Il a également adopté un projet de loi portant modification de la loi du 4 septembre 2006 portant loi électorale dans la perspectives des élections présidentielle et législatives de 2012. Il porte notamment sur des modifications de forme sur la Commission électorale nationale indépendante et la publication de son rapport au Journal officiel, l’établissement et la révision des listes électorales, la gestion des cartes d’électeurs, la présentation des candidats, la campagne électorale, le bulletin de vote, les bureaux de vote et les opérations de vote avec la suppression des dispositions relatives au vote par procuration et au vote par témoignage.
- Jeudi 6 octobre 2011, l’Union pour la république et la démocratie (URD) a signé deux protocoles d’alliances avec deux autres partis politiques, le parti Force citoyenne démocratique (FCD) et la Convention de réflexion et d’action pour le Mali (Coréam) en vue de l’élection présidentielle malienne de 2012. Ces deux partis s’engagent à soutenir le candidat de l’URD Soumaïla Cissé[90].

- Samedi 8 octobre 2011, le Parti du renouveau  démocratique et du travail (PRDT) a  tenu son troisième congrès ordinaire à Bamako au Centre islamique d’Hamdalaye. Moussa Kéïta a été élu président du PRDT et succède à El Hadji Fafréba Traoré[91].

- Samedi 8 octobre 2011, l’Équipe du Mali de football s’est qualifiée pour la Coupe d'Afrique des nations de football 2012 en décrochant un match nul (2-2) face à Équipe du Liberia de football lors de la sixième journée des éliminatoires[92].

- Samedi 29 octobre 2011, neuf partis politiques ont rejoint le Rassemblement pour le Mali pour appeler à une candidature de l'ancien Premier ministre Ibrahim Boubacar Keïta à l'élection présidentielle malienne de 2012. Il s'agit du Mouvement pour l'indépendance, la renaissance et l'intégration africaine (Miria), de l'Union des Maliens pour le progrès (UMP), du Front africain pour la mobilisation et l’action (Fama), du Rassemblement des démocrates républicains (RDR), du Rassemblement pour la justice au Mali (RJD), du Parti de la différence au Mali (PDM), du Parti socialiste et démocratique du Mali (PSDM), du Parti Sigikafo Oyédamouyé(PSO), et de la Concertation démocratique[93].

### Novembre 2011
- Du lundi 31 octobre au jeudi 3 novembre 2011, le rassemblement altermondialiste Forum des peuples s'est tenu à Niono[94].

- Samedi 12 novembre 2011, l'Union nationale pour le travail et le développement a désigné, Achérif Ag Mohamed candidat à l'élection présidentielle malienne de 2012[95].

- Samedi 12 novembre 2011, Niankoro Yeah Samaké, maire de la commune rurale de Ouélessébougou, a déclaré sa candidature à l'élection présidentielle malienne de 2012 au nom du Parti pour l’action civique et patriotique (PACP), un nouveau parti politique[96].

- Mercredi 14 novembre 2011, le Conseil des ministres a adopté six projets de décrets relatifs au classement dans le patrimoine culturel national du site historique de la bataille de Tacoubao, du site historique du champ de bataille de Logo Sabouciré, du Tata de Koniakary, de la mosquée de Manfara, du quartier administratif de Ségou, des parcs publics et monuments de Bamako[97].

- La 6e session du Comité intergouvernemental pour la sauvegarde du Patrimoine culturel immatériel de l'humanité qui s’est tenue à Bali en Indonésie du 22 au 29 novembre 2011 a inscrits onze nouveaux éléments sur la liste du patrimoine culturel immatériel nécessitant une sauvegarde urgente dont la société secrète des  Kôrêdugaw, rite de sagesse des communautés bambara, malinké, sénoufo et samogos et 19 nouveaux éléments sur la Liste représentative du patrimoine culturel immatériel de l’humanité  dont les pratiques et expressions culturelles liées au balafon des communautés sénoufo du Mali et du Burkina Faso[98].

- Deux français, présentés comme des géologues, sont enlevés dans la nuit du 23 au 24 novembre 2011 à Hombori dans le centre du Mali [99],[100].

- Vendredi 25 novembre 2011, trois touristes ont été enlevés à Tombouctou par des hommes armés. Un quatrième touriste de nationalité allemande qui a tenté de résister a été tué d’une balle dans la tête[101].

Vendredi 25 novembre 2011, Agatam Ag Alhassane, ministre de l’Agriculture, au cours d’une conférence de presse tenue avec le ministre de la Communication Sidiki N'fa Konaté, a alerté sur le déficit de la production agricole de la campagne 2011-2012 en raison de la sécheresse. Il a  précisé que 104 communes sont classées à « risque  de difficultés alimentaires ».
- Du vendredi 25 au dimanche 28 novembre 2011, le parti Solidarité africaine pour la démocratie et l'indépendance (Sadi) a accueilli à Bamako le Forum de la gauche africaine. Le président du parti et ancien ministre Cheick Oumar Sissoko a accusé l’impérialisme et l’ingérence des pays occidentaux et le capitalisme. Le candidat du Sadi à la prochaine élection présidentielle, Oumar Mariko estime que « L'impérialisme empêche la démocratie de progresser »[103].

- Samedi 26 novembre 2011, le président Amadou Toumani Touré, venue inaugurer une nouvelle route à Dioïla a condamné les enlèvements et assassinats de touristes étrangers, « actes crapuleux et inqualifiable ». Il a appelé la communauté internationale à « analyser l’impact grave de la crise libyenne sur les pays riverains et à prendre ses responsabilités », évoquant les hommes armées qui ont quitté l’armée libyenne et qui pourraient menacer la sécurité et l’intégrité du Mali[104],[105].

- Samedi 26 novembre 2011, une coalition de 45 partis politiques dénommée Groupement des partis solidaires pour les élections de 2012 (Gps-2012) a organisé une conférence de presse à la Maison de la presse de Bamako. Le professeur Younouss Hamèye Dicko, porte-parole du groupement a lu une déclaration dénonçant le couplage de l’élection présidentielle et du référendum sur la modification de la constitution et la radiation des listes électorales des citoyens n’ayant pas retiré leur carte électorale en 2009[106].

- Lundi 28 novembre 2011, Béchir Sinoum, auteur de l’attaque perpétré le  5 janvier 2011 contre l’Ambassade de France à Bamako a comparu devant la Cour d’assises de Bamako. Reconnu coupable d’actes de terrorisme, il a é condamné à la peine capitale ainsi qu’à une amende de dix millions de francs CFA et au paiement de dommages et intérêt pour un montant de 35 750 000 francs CFA[107].

- Mercredi 30 novembre 2011, Une marche de protestation contre la réforme sur la modification de la constitution a rassemblé plusieurs centaines de personnes à Bamako à l’appel du collectif « Touche pas à ma constitution » qui regroupe des partis politiques, des syndicats et des associations[108].

### Décembre 2011
- Du 1er au 4 décembre 2011, la première édition du Festival des masques et marionnettes de Yorosso a eu lieu du 1er au 4 décembre 2011 à Boura dans le Cercle de Yorosso. Le festival est organisé par l'Association pour le développement de Yorosso[109].

- Vendredi 2 décembre 2011, l’Assemblée nationale a adopté à l’unanimité des présents, soit 121 députés sur 147, le nouveau code de la famille, remanié après les controverses suscitées par son adoption le 3 août 2009. Après concertation avec les associations religieuses musulmanes, 51 articles ont été modifiés sur les 1143. Le nouveau code accorde une valeur juridique au mariage religieux, inscrit le devoir d’obéissance de l’épouse envers son mari et fixe à 16 ans l’âge minimum du mariage pour les femmes contre 18 ans pour les hommes[110].

- Mercredi 7 décembre 2011, le gouvernement réuni en conseil des ministres a adopté un projet de loi portant création de circonscriptions administratives en République du Mali. Ce projet prévoit le redécoupage administrative du Mali, le nombre de région passant de huit à dix-neuf sur une période de 5 ans. L'objectif est de permettre à l'état et ses administrations d'être mieux représenter sur les territoires[111].

- Jeudi 8 décembre 2011, l'Assemblée nationale a adopté le projet de loi relatifs à la ratification des ordonnances du 28 septembre 2011 créant les quatre nouvelles universités de Bamako: l’Université des lettres et des sciences humaines, l’Université des sciences, des techniques et des technologies, l’Université des sciences sociales et de gestion et l’Université des sciences juridiques et politiques, en remplacement de l'Université de Bamako[112].

- Les samedi 10 et dimanche 11 décembre 2011, le Parti pour la renaissance nationale a organisé une concertation à Bamako sur « les crises du Sahel » à laquelle ont participé des élus locaux et nationaux, des représentants de partis politiques de la majorité et de l'opposition, des personnes de la société civile. Face à la montée du salafisme dans les régions du nord du Mali, plusieurs intervenant ont déploré le désengagement de l'État. Le vice-président du Cercle de Goundam, Hama Aboubacrine, a notamment déclaré « À partir de Goundam, il n’y a ni préfet ni sous-préfet. La puissance publique qui administre, c’est Aqmi », Al-Qaida au Maghreb islamique[113].

- Lundi 12 décembre 2011, la présidence de la république malienne a annoncé que quatre membres d'un commando d'Al-Qaida au Maghreb islamique ayant participé à l'enlèvement des deux Français le 24 novembre à Hombori ont été arrêtés par les services de sécurité[114],[115].

- Mardi 13 décembre 2011, Al-Qaida au Maghreb islamique a diffusé sur un site internet islamique les photographies des cinq otages enlevés fin novembre au Mali[116]

- Mercredi 14 décembre 2011, le gérant de l'Hôtel Dombia à Hombori où logeaient les deux français enlevé le 24 novembre ainsi que leur guide ont été arrêtés et inculpés pour « complicité d'enlèvement »[115].

- Mercredi 14 décembre 2011, le gouvernement réuni en conseil des ministres a adopté un projet de loi portant création des circonscriptions, cercles et arrondissements des régions de Tombouctou, Taoudénit, Gao et Ménaka [117].

- Samedi 17 décembre 2011, le Comité central des supporters des Aigles du Mali  (CCSAM) et l’Association des supporters indépendants  du Mali (Asiam) ont fusionné pour donner naissance à l’Union nationale et des associations des supporters des Aigles du Mali (Unasam). Les anciens président du CCSAM, Souleymane Diabaté, et de l’Asiam, Ckeichna Demba, sont devenus respectivement président et vice-président de la nouvelle association de soutien à l'équipe du Mali de football[118].

- Dimanche 18 décembre 2011 :
  - le parti Avenir et développement du Mali (ADM) a fêté son premier anniversaire lors d’une rencontre à Tombouctou sur le thème « la politique au service du développement ». Le président du parti Madani Tall a déclaré « Nous sommes venus à Tombouctou pour manifester notre solidarité et montrer qu'il n'y a pas de problème particulier au Nord de notre pays ». Cette rencontre se déroule quelques semaines après l’enlèvement et l’assassinat de touristes iccidentaux[119].

- - Soumana Sako, ancien Premier ministre et président de la Convention nationale pour une Afrique solidaire (CNAS) a déclaré sa candidature à l’élection présidentielle malienne de 2012[120].

- Vendredi 23 décembre 2011 :
  - la 9e édition du Festival international de la musique au Mali s’est tenue au Centre international de conférence de Bamako et a remis les Trophées de la musique au Mali. Le Tamani a été remis à Fati Kouyaté, le Tamani du meilleur artiste masculin à Nampé Sadio, celui de la meilleure artiste féminine à Safi Diabaté[121].

- - le chanteur de reggae ivoirien Tiken Jah Fakoly a donné un concert au Stade Modibo Keïta de Bamako. Il a lancé un appel à la jeunesse : « L’avenir de l’Afrique, où tout reste à faire, c’est sa jeunesse. L’Afrique ne peut pas accepter que le monde entier vienne faire ce qu’il veut. Que la jeunesse continue à tendre la main. C’est pourquoi, elle doit prendre conscience et se lever pour amener ce changement »[122].

- Samedi 24 décembre 2011, le Rassemblement pour l'éducation à l'environnement et au développement durable (REDD), a investi Mme Sidibé Aminata Diallo pour l'élection présidentielle malienne de 2012.  Ancienne ministre de l’Éducation, elle avait déjà été candidate lors de la  précédente élection en 2007[123].

- Lundi 26 et mardi 27 décembre 2011, l’Association des élèves et étudiants du Mali (AEEM) a tenu son 19e congrès et son 10e séminaire de formation à la Faculté des Sciences et Techniques (Fast) de l’Université de Bamako. Les « réformes politiques et de l’Université de Bamako » et  « la violence au sein de l’espace scolaire et universitaire » ont été au cours des débats des délégations venus des différentes régions et du district de Bamako. Hamadoun Traoré, étudiant en deuxième année à l’École normale supérieure (Ensup) et secrétaire général du bureau de coordination a été reconduit dans ses fonctions pour un quatrième mandat[124].

- Mardi 27 décembre 2011, le président Amadou Toumani Touré a inauguré la route reliant Bamako à Kangaba. D’une longueur de 86 km, la construction de la route, financée par le  budget national du Mali, a coûté près de 16 milliards de Francs CFA. Elle permet de raccourcir de près de cent kilomètres la distance séparant Bamako et Conakry en Guinée[125].

- Jeudi 29 décembre 2011, Bachar Simoun, tunisien condamné à mort fin novembre au Mali pour avoir commis en janvier 2011 un attentat meurtrier contre l'ambassade de France à Bamako, a été extradé discrètement vers la Tunisie selon l’Agence France-Presse qui cite des sources concordantes maliennes[126].

- Samedi 31 décembre 2011 :
  - Le président Amadou Toumani Touré a officiellement lancé la deuxième chaîne de télévision malienne, dénommée TM2[127].

- - Thomas Seydou Doumbia, Président de l’Association des maliens rapatriés de la Libye et du Maghreb (AMARLIM) a tenu une conférence de presse pour dénoncer le sort des 13 965 citoyens maliens rapatriés de Libye en 2011. Il déclare notamment qu’« au moment où l’État est aux petits soins des Touaregs qui avaient renié la nationalité malienne pour se mettre au service de l’armée libyenne, des Maliens qui vivaient et travaillaient en Libye pour contribuer au développement du pays, sont aujourd’hui désemparés et sans assistance de l’État »[128].